# Itamarati
Itamarati é um município brasileiro no interior do estado do Amazonas, Região Norte do país. Pertencente à Região Intermediária de Tefé e Região Imediata de Eirunepé, localiza-se a sudoeste da capital do estado, distando desta cerca de 983 km. Ocupa uma área de 25 275 km², sendo que 0,3682 km² estão em perímetro urbano,  e sua população foi estimada no ano de 2021 em 7 777 habitantes, pelo Instituto Brasileiro de Geografia e Estatística (IBGE), o que faz do município o segundo menos populoso do estado, superando apenas Japurá.
O bioma amazônico predomina na vegetação encontrada no município, assim como em grande parte dos municípios amazônicos. Sua taxa de urbanização em 2010 era de 55,64% e o seu Índice de Desenvolvimento Humano (IDH) era de 0,477 no ano de 2010, considerado muito baixo em relação ao estado.
Itamarati foi o município do Amazonas que registrou os melhores índices de educação nos últimos anos. De acordo com dados do Índice de Desenvolvimento da Educação Básica (IDEB), o município registrou em 2011 5,1 pontos nos primeiros anos do ensino fundamental, e 4,9 pontos nos últimos anos da mesma modalidade de ensino. Comparando com outros municípios amazonenses, Itamarati obteve a melhor posição em 2009, e a segunda melhor posição em 2011, ficando atrás apenas de Nhamundá.
O transporte no município é basicamente fluvial, sendo que este não dispõe de acesso a outras cidades por meio de rodovias. Isto se deve grandemente ao fato de a cidade estar situada em uma área de floresta densa. O transporte aéreo é escasso.

## Etimologia
"Itamarati" é uma palavra originária da língua geral setentrional: significa "rio das pedras pequenas", pela junção de itá (pedra), mirim (pequeno) e ty (rio).

## História
A história do município de Itamarati é fortemente ligada à do município de Carauari, cujas origens se prendem à Tefé.
Tefé chegou a ser o maior município do Brasil e do mundo em área territorial, possuindo uma área de 500.000 quilômetros quadrados em meados do século XIX. Posteriormente, houve vários desmembramentos de seu territórios, para constituírem novos municípios autônomos. Assim sendo, em 1911, criou-se o município de Xibauá, que passou a denominar-se Carauari dois anos depois, em 1913. Carauari, no entanto, foi extinto em 1930, mas foi restaurado em 1931.
Em 10 de dezembro de 1981, com uma nova redivisão territorial no Amazonas, que acabou por criar diversos municípios no estado, a vila de Itamarati é elevada à categoria de município autônomo do Amazonas, através da Emenda Constitucional nº 12 daquele ano. O território de Itamarati é desmembrado de Carauari e de parte da área territorial do município vizinho de Tapauá.
Em 1 de fevereiro de 1983, após as eleições municipais ocorridas no ano anterior, o Município de Itamarati passa a ser implantado de fato.

## Geografia
O município de Itamarati está localizado no estado do Amazonas, na Mesorregião do Sudoeste Amazonense, que engloba 16 municípios do estado distribuídos em duas microrregiões, sendo que a microrregião à qual o município pertence é a Microrregião do Juruá, que recebe esse nome em virtude do rio Juruá e reúne sete municípios: Carauari, Eirunepé, Envira, Guajará, Ipixuna, Itamarati e Juruá. Itamarati está distante 985 km ao sudoeste da capital amazonense.

### Relevo e clima
O solo do município de Itamarati é de tipo arenoso na sua parte mais elevada, e possui uma condensação mista (argila-arenoso) nas imediações das margens do rio Juruá. As coordenadas cartesianas do município são as seguintes: 6º 45' de latitude sul e 67º 58' de longitude a oeste do Meridiano de Greenwich.
O clima apresentado no município é o equatorial, também chamado de tropical chuvoso e úmido. As temperaturas máximas atingem em torno dos 35 °C e as mínimas chegam a atingir 20 °C. No geral, a temperatura média registrada em Itamarati é de 27 °C.

## Organização Político-Administrativa
O Município de Itamarati possui uma estrutura político-administrativa composta pelo Poder Executivo, chefiado por um prefeito eleito por sufrágio universal, o qual é auxiliado diretamente por secretários municipais nomeados por ele, e pelo Poder Legislativo, institucionalizado pela Câmara Municipal de Itamarati, órgão colegiado de representação dos munícipes que é composto por vereadores também eleitos por sufrágio universal.

## Educação
Itamarati é tido como o município de melhor educação no Amazonas, verificando-se que o município atingiu as maiores notas no Índice de Desenvolvimento da Educação Básica (IDEB) nos últimos anos. O município saltou de 1,6 pontos obtidos no indicador, em 2005, para 5,2 pontos em 2009. Em 2011 houve queda na nota do município, mas ainda assim obteve uma das maiores do estado. De acordo com dados do indicador em 2011, de cada 100 alunos do ensino fundamental residentes no município, 21 não alcançaram posições satisfatórias, o que gerou um fluxo de 79% de aprovação. As notas padronizadas das disciplinas de língua portuguesa e matemática, tidas como as principais do ensino brasileiro, ficou em 6,42 pontos. Ainda de acordo com o indicador, 65% das instituições de ensino do município atingiram a meta proposta, enquanto outros 2% registraram queda.
A instituição de ensino municipal que obteve o melhor registro no IDEB em 2011 foi a Escola Municipal Francisca Gomes Lobo, que registrou 5,2 pontos. Entretanto, a melhor nota obtida foi da Escola Estadual Santos Dumont, que registrou 6,3 pontos no IDEB.
Além de instituições de ensino primários, não há no municípios unidades que ofereçam ensino superior.